# 地理学展示
地理学展示（ちりがくてんじ）、または地理学的展示とは、
同じ地域に生息する色々な種類の生物をひとまとめにして、見比べることが出来るようにした展示。
日本では、大阪のみさき公園が最初に行い、その後、多摩動物公園で更に規模を拡大して導入され、多くの動物園で採用されている。
対して、色々な地域に生息する同じ種類の生物をひとまとめにして、見比べることが出来るようにした分類展示　(分類学的展示)という展示方法もある。